# باول باتلر (رجل أعمال)
باول باتلر (بالإنجليزية: Paul Butler)‏ هو لاعب البولو وشخصية أعمال أمريكي، ولد في 1892، وتوفي في 1981.